# 동북아 장거리이동 대기오염물질 국제공동연구사업
동북아 장거리 이동 대기 오염물질 국제 공동 연구 사업(Long-range Transboundary air Pollution research Project, LTP)은 1995년 대한민국의 제안으로 한국, 중국, 일본이 2000년부터 매년 회의를 개최하고 있다. 5년 마다 공동 연구 주제를 정하여 연구를 진행한 후 한·중·일 삼국의 과학자들이 모여 토론하여 보고서를 채택하고 있다. 사업 초기에는 "동북아 장거리 이동 대기 오염물 관련 한·중·일 3국 전문가 회의"로 불리었다. 연구는 국립환경과학원의 기후 대기 연구부에서 수행하고 있으며, 현재는 지구 환경 연구과에서 담당하고 있다. 최근에는 한국, 중국, 일본 뿐만 아니라, 몽골, 러시아 등 주변국 등에서도 관심을 보이고 있다.
| 단계               | 연구주제                                                      |
| ------------------ | ------------------------------------------------------------- |
| 1단계(2000~2004년) | 모니터링과 모델링 시스템 등 공동연구 기반 구축                |
| 2단계(2005~2007년) | 한·중·일 합의 배출량 산정, 황산화물의 배출원·수용지 관계 분석 |
| 3단계(2008~2012년) | 황산화물, 질소산화물에 대한 배출원·수용지 관계 분석           |
| 4단계(2013~2017년) | PM 2.5 배출원·수용지 산정방법 및 모델링 표준화 확립           |
| 5단계(2018~2022년) | 장거리 대기오염물질의 지역 간 상호연구                        |